# Inverno e Monteleone
Inverno e Monteleone (Invèrän e Muntagliòn in dialetto pavese) è un comune italiano di 1 479 abitanti della provincia di Pavia in Lombardia. Si trova nel Pavese orientale, nella pianura tra l'Olona e il Lambro meridionale. Monteleone si trova ai piedi del colle di San Colombano.

## Origini del nome
Inverno (che una tradizione erudita fa risalire ,— senza fondamento — a Hiberna Castra, accampamenti invernali romani) nel X secolo era una dipendenza dell'antica abbazia di Santa Cristina, il vicino monastero di fondazione longobarda, da cui passò all'epoca delle Crociate all'ordine dei Cavalieri Ospitalieri (poi Cavalieri di Malta), che fecero costruire l'attuale castello e da cui il paese dipese feudalmente nei secoli seguenti fino al 1786, anche se nel censimento del 1751 risultò essere feudo dei marchesi di Origo. Apparteneva alla Campagna Sottana di Pavia.
Il toponimo Monteleone è documentato come Montis Luponi nel 999, in seguito come Montis Olivonis (1374) e successivamente come Mons Oleonis (1428). Parte della Campagna Sottana pavese, era infeudato nel 1750 agli Este. Da Monte Leone dipendevano i tre piccoli comuni di Cantelma, Gatta e Ca del Rho.
Nel 1863 Monteleone cambiò denominazione in Monteleone sui Colli Pavesi e nel 1873 fu soppresso e aggregato a Inverno.
Il comune assunse l'attuale denominazione di Inverno e Monteleone solo nel 1961.

## Storia

### Simboli
Lo stemma e il gonfalone sono stati concessi con decreto del presidente della Repubblica del 27 ottobre 1962.
Nella prima partizione il monte e il leone formano il nome Monteleone; nella seconda è simboleggiata la frazione di Inverno con la figura stilizzata del castello dominato dal simbolo dell'Ordine di Malta.
Il gonfalone è un drappo di azzurro.

## Monumenti e luoghi d'interesse

### Architetture civili

#### Castello di Inverno
Databile al XV secolo, il castello di Inverno è una fortificazione dalle finalità prevalentemente rurali. Si presenta come un insieme di quattro edifici disposti attorno a un cortile in modo tale da formare una pianta quadrata, con torri cilindriche e torri a base quadrilatera. Su due lati del cortile si affaccia un porticato.

## Società

### Evoluzione demografica
Abitanti censiti

### Esplicative
1. ↑  Tale ipotesi erudita sarebbe confermata dalla pianta, tuttora esistente, tipica dell'accampamento romano con al centro un incrocio a 4 vie perpendicolari dirette secondo gli allineamenti dei punti cardinali, posizione in cui si trovava la tenda del comandante

### Bibliografiche
1. ↑  Dato Istat - Popolazione residente al 31 dicembre 2021.
2. ↑   Classificazione sismica (XLS), su rischi.protezionecivile.gov.it.
3. ↑   Tabella dei gradi/giorno dei Comuni italiani raggruppati per Regione e Provincia (PDF), in Legge 26 agosto 1993, n. 412, allegato A, Agenzia nazionale per le nuove tecnologie, l'energia e lo sviluppo economico sostenibile, 1º marzo 2011,  p. 151. URL consultato il 25 aprile 2012 (archiviato dall'url originale il 1º gennaio 2017).
4. ↑   Comune di Inverno, sec. XIV - 1757, su Istituzioni storiche – Lombardia Beni Culturali. URL consultato l'11 marzo 2019.
5. ↑   Comune di Monte Leone, sec. XIV - 1757, su Istituzioni storiche – Lombardia Beni Culturali. URL consultato l'11 marzo 2019.
6. ↑   Comuni d'Italia - Storia del Comune 018847 Monteleone sui Colli Pavesi (Codice Catastale F539), su elesh.it. URL consultato l'11 marzo 2019.
7. ↑   Comuni d'Italia - Storia del Comune 018077 Inverno e Monteleone (Codice Catastale E310), su elesh.it. URL consultato l'11 marzo 2019.
8. ↑   Inverno e Monteleone, su Archivio Centrale dello Stato. URL consultato il 1º gennaio 2023.
9. ↑  Contino, Castello di Inverno.
10. ↑  Statistiche I.Stat ISTAT  URL consultato in data 28-12-2012.
Nota bene: il dato del 2021 si riferisce al dato del censimento permanente al 31 dicembre di quell'anno. Fonte:  Popolazione residente per territorio - serie storica, su esploradati.censimentopopolazione.istat.it.